# Mateusz Zawalski
Mateusz Zawalski (ur. 7 lutego 1995 w Szczekocinach) – polski siatkarz, grający na pozycji środkowego.
Jego młodszy brat Bartłomiej, również jest siatkarzem.

## Przebieg kariery
| 2011–2018                 | Exact Systems Norwid Częstochowa   |
| 2018–2020                 | Krispol Września                   |
| 2020–2021                 | Grupa Azoty ZAKSA Kędzierzyn-Koźle |
| 2021–2022 (do 31.01.2022) | Exact Systems Norwid Częstochowa   |
| 2022– (od 31.01.2022)     | BBTS Bielsko-Biała                 |

## Sukcesy klubowe
Akademickie Mistrzostwa Polski:
- 2018

I liga:
- 2022[5]
- 2024[6]
- 2019

Superpuchar Polski:
- 2020

Puchar Polski:
- 2021

PlusLiga:
- 2021

Liga Mistrzów:
- 2021